# Foissac (Aveyron)
Foissac (okzitanisch gleichlautend) ist eine französische Gemeinde mit 470 Einwohnern (Stand: 1. Januar 2022) im Département Aveyron in der Region Okzitanien (vor 2016 Midi-Pyrénées). Die Gemeinde gehört zum Arrondissement Villefranche-de-Rouergue und zum Kanton Lot et Montbazinois. Die Einwohner werden Foissacois und Foissacoises genannt. 

## Geografie
Foissac liegt etwa 55 Kilometer westnordwestlich von Rodez. Umgeben wird Foissac von den Nachbargemeinden Gelles im Norden und Osten, Villeneuve im Süden, Montsalès im Süden und Südwesten sowie Balaguier-d’Olt im Westen und Nordwesten.

## Bevölkerungsentwicklung
| Jahr                       | 1962 | 1968 | 1975 | 1982 | 1990 | 1999 | 2006 | 2019 |
| Einwohner                  | 285  | 275  | 292  | 320  | 319  | 331  | 403  | 408  |
| Quellen: Cassini und INSEE |      |      |      |      |      |      |      |      |

## Sehenswürdigkeiten
- Kirche Notre-Dame-de-la-Consolation
- Höhle von Foissac, seit 1978 als Monument historique klassifiziert

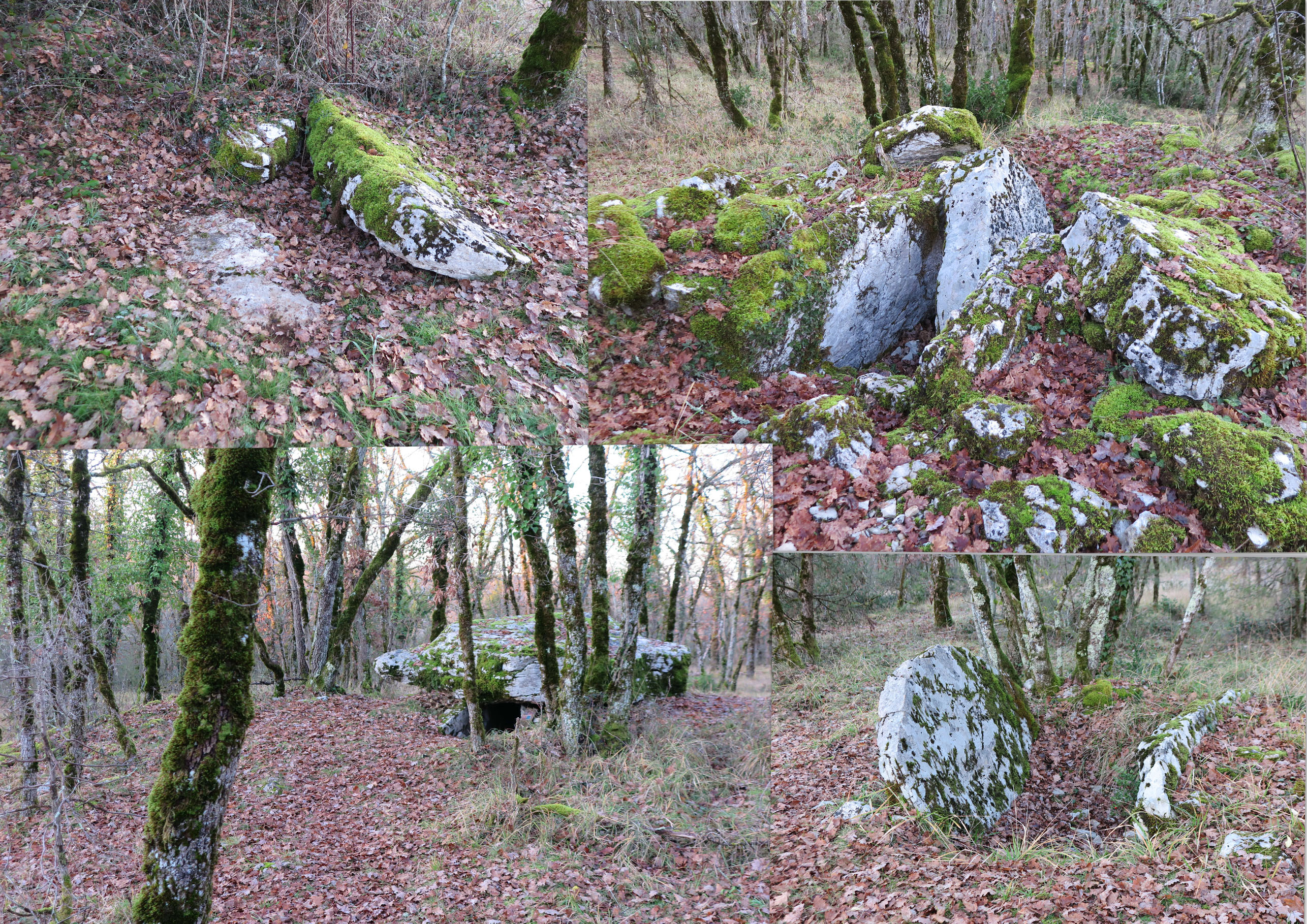
Mehrere Dolmen in und um Foissac

- Prähistorisches Museum